# Teodolit

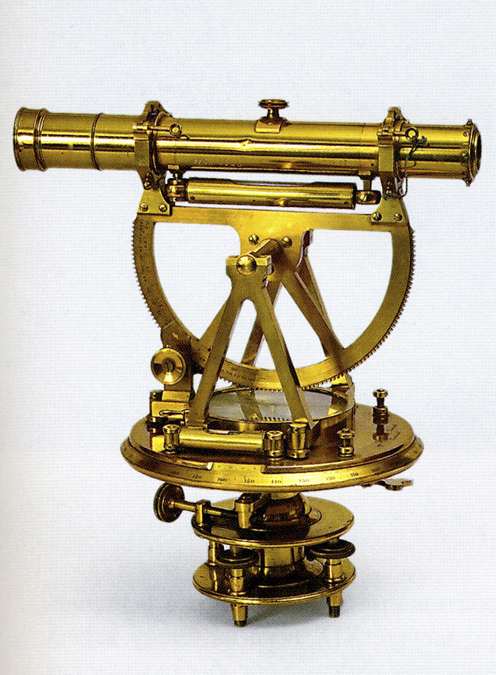
Teodolit z roku 1840

Teodolit je přístroj na přesné měření a vytyčování vodorovných a výškových úhlů.

## Popis

Princip činnosti teodolitu

Teodolit je upevněn na stativu, měřickém pilíři nebo konzole. Přístroj se skládá ze tří částí:
- trojnožka, ve které je pouzdro vertikální osy teodolitu; trojnožka stojí na třech stavěcích šroubech, s jejichž pomocí přístroj horizontujeme (tj. urovnáváme do vodorovné polohy)
- spodní část tzv. limbus, je vodorovný (horizontální) dělený kruh. U starších optomechanických přístrojů jsou dělené kruhy kovové nebo skleněné. Dnes se používají elektronické přístroje s elektronickými kruhy.
- horní část tzv. alhidáda, která je otáčivě uložena proti limbu, a jsou na ní čtecí pomůcky vodorovného kruhu, alhidádová libela, nosník dalekohledu s ložiskem otočné osy dalekohledu. Na točné ose dalekohledu je obdobnou konstrukcí, (jako alhidáda k limbu) umístěn svislý (vertikální) kruh, který umožňuje odečítání svislých úhlů. V tomto případě jsou odečítací pomůcky umístěny na nosnících dalekohledu. Jako dalekohled je použit Keplerův dalekohled, doplněný nitkovým křížem. Ve starých přístrojích je proto obraz stranově i výškově převrácený. V moderních přístrojích je obraz převracen soustavou hranolů do přirozené podoby.
- Z přiloženého obrázku je patrné, že u teodolitu popisujeme tři hlavní přímky, které musí být na sebe kolmé. Osa "V" je svislá (vertikální) točná osa teodolitu, přístroj se kolem této osy otáčí. Osa "Hz" vodorovná (horizontální) točná osa dalekohledu, kolem této osy se otáčí dalekohled ve svislé rovině. Spojením otáčení kolem těchto dvou os dosáhneme možnosti zacílit do všech směrů a přímek, které procházejí průsečíkem těchto dvou os. Osa "Z" je záměrná osa (přímka) dalekohledu (což je spojnice středu nitkového kříže a středu objektivu), zacílením ji ztotožníme s přímkou potřebnou pro měřický výkon. Vzájemná kolmost těchto os je nazývána "osové podmínky teodolitu". Jedná se o tyto podmínky: V je svislá, Hz je kolmá na V a je tedy vodorovná, Z je kolmá na Hz. Případné odchylky od absolutní kolmosti jsou nazývány osovými chybami teodolitu a o odstranění těchto chyb, případně jejich eliminaci měřickým postupem je zpracována rozsáhlá odborná literatura.

Teodolity mohou být doplněné i některými dalšími součástkami, např. optickým dostřeďovačem, magnetickým usměrňovačem, nivelační libelou, dálkoměrem (například nitkovým) apod.

## Konstrukce

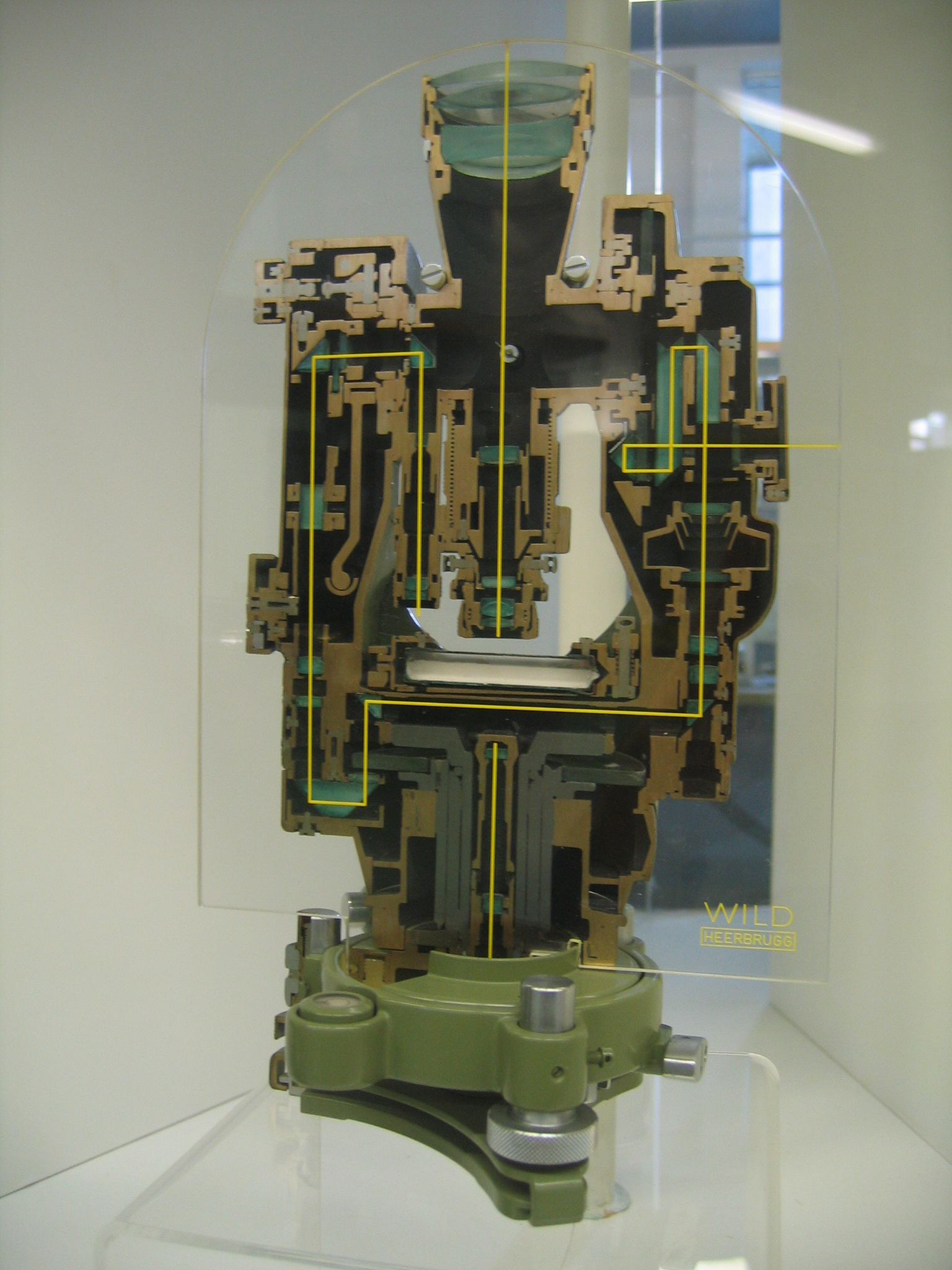
řez optickým teodolitem (1950-1980)

Teodolity se rozlišují podle několika parametrů:

### podle materiálu dělených kruhů
- přístroje s kovovými kruhy (19. století a první polovina 20. století)
- přístroje se skleněnými kruhy. První teodolit se skleněnými kruhy na světě zkonstruovala česká továrna Josef a Jan Frič, Praha – Královské Vinohrady v roce 1884. Byl to důlní teodolit Duplex. Vývoj této konstrukce ale nepokračoval.[1]
- přístroje elektronické (dnes prakticky výhradně)

### podle přesnosti
- přístroje s přesností menší než jedna minuta - pro práce s menší požadovanou přesností (např. Zeiss Jena Theo 120, Zeiss Jena Theo 080)
- přístroje minutové (např. Zeiss Jena Theo 020) - nejčastější teodolit pro podrobné mapování a vytyčování,
- přístroje desetivteřinové (např. Zeiss Jena Theo 015, Meopta T1c)
- přístroje vteřinové (např. Wild T2, Zeiss Jena Theo 010) - pro inženýrské práce a práce v bodovém poli nižšího řádu
- přístroje s přesností vyšší než jedna vteřina (triangulační, astronomické teodolity) - pro měření trigonometrických sítí vyššího řádu a mikrosítí

### podle konstrukce
- přístroje jednoosé (zastaralé, používalo se v 19. století)
- přístroje dvojosé (repetiční) (např. Zeiss Jena Zheo 020)
- přístroje jednoosé s limbem na postrk (např. Wild T2, Zeiss Jena Theo 010)

## Použití

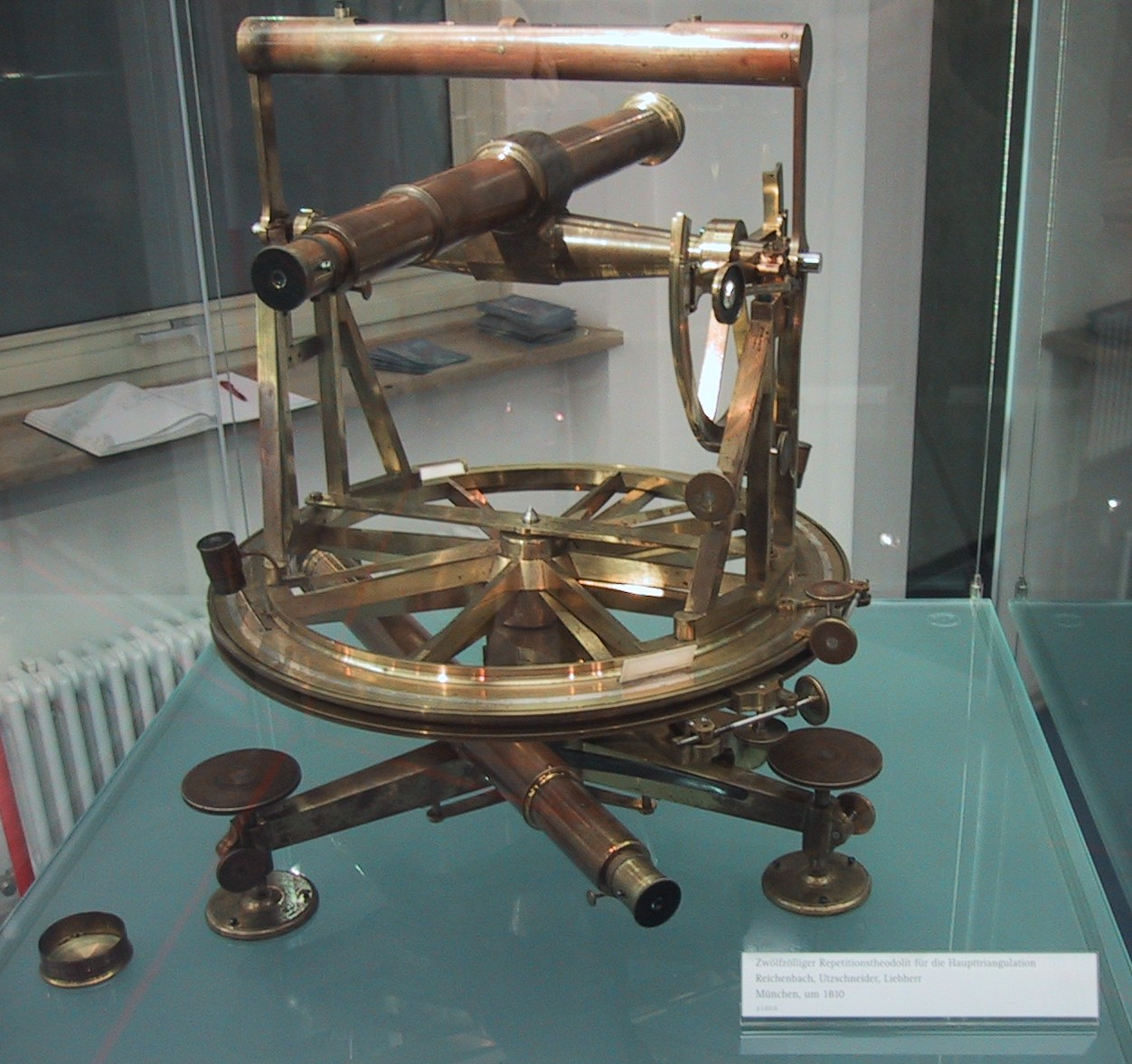
triangulační teodolit s kovovými kruhy (1830)

Teodolity se používají v zeměměřictví (geodézii) a to již od 19. století pro měření prostorových souřadnic. Za tu dobu prodělaly zásadní konstrukční a technologický vývoj, ale myšlenka dvou otočných os na sebe kolmých a kolmé záměrné přímky zůstává stále zachována. Rovněž tak zůstává zachována podmínka, že dalekohledem teodolitu musí být vidět na měřený bod (nebo na bod náhradní k měřenému bodu zpravidla blízký).
Potřeba určovat teodolitem všechny tři prostorové souřadnice měřeného bodu vedla k doplňování teodolitů dálkoměrem. Nejčastějším typem dálkoměru byl nitkový dálkoměr, který byl ve druhé polovině 20. století součástí prakticky všech běžných teodolitů. Takto doplněný teodolit byl nazýván tachymetr nebo tacheometr a umožňoval určit pro daný bod tři prostorové souřadnice (vodorovný směr, svislý úhel a vzdálenost) najednou. Převod těchto "kulových" prostorových souřadnic na souřadnice "válcové" (vodorovný směr, převýšení a vodorovná délka) nebo souřadnice "pravoúhlé" (tři pravoúhlé souřadnice nejčastěji označované XYZ nebo také 3D) je snadno odvoditelný (předpokládá se znalost goniometrických funkcí) a je zásadním teoretickým poznatkem pro práci s teodolitem.
Teodolity byly konstruovány s využitím znalostí z přesného strojírenství a optiky. Pro teodolity vyrobené v této době se dnes používá název "optický" teodolit.

## Měření délek
Do šedesátých let 20. století byly teodolity běžně vybaveny nitkovým dálkoměrem, jehož přesnost byla 0,30 m/100 m v délce a 0,10 m/100 m v určovaném převýšení (pro tehdy v Československu běžně používaný minutový teodolit Zeiss Theo 020). Tato přesnost neodpovídá přesnosti měření úhlů (přesnost 1c odpovídá u stejného teodolitu přesnosti 0,015 m/100 m a je tedy 20× přesnější). U některých teodolitů byly použity přesnější, dvojobrazové dálkoměry nasazovací (Zeiss Dimess) nebo vestavěné (Carl Zeiss Redta 002, Wild RDH nebo Kern DK-RT), u kterých byla přesnost měření vzdáleností vyšší, jejich hmotnost ale byla větší, takže se používaly pouze pro přesné práce. Pro nejpřesnější měření délek se používaly vteřinové teodolity (např. Carl Zeiss Theo010) v kombinaci se základnovou latí (BaLa) a trojpodstavcovou soustavou, kdy bylo možné vhodným postupem dosáhnout přesnosti lepší než 0,01 m (paralaktické měření vzdáleností). Další možností bylo měření úhlů teodolitem v kombinaci s přímým měřením délek pásmem.

## Totální stanice

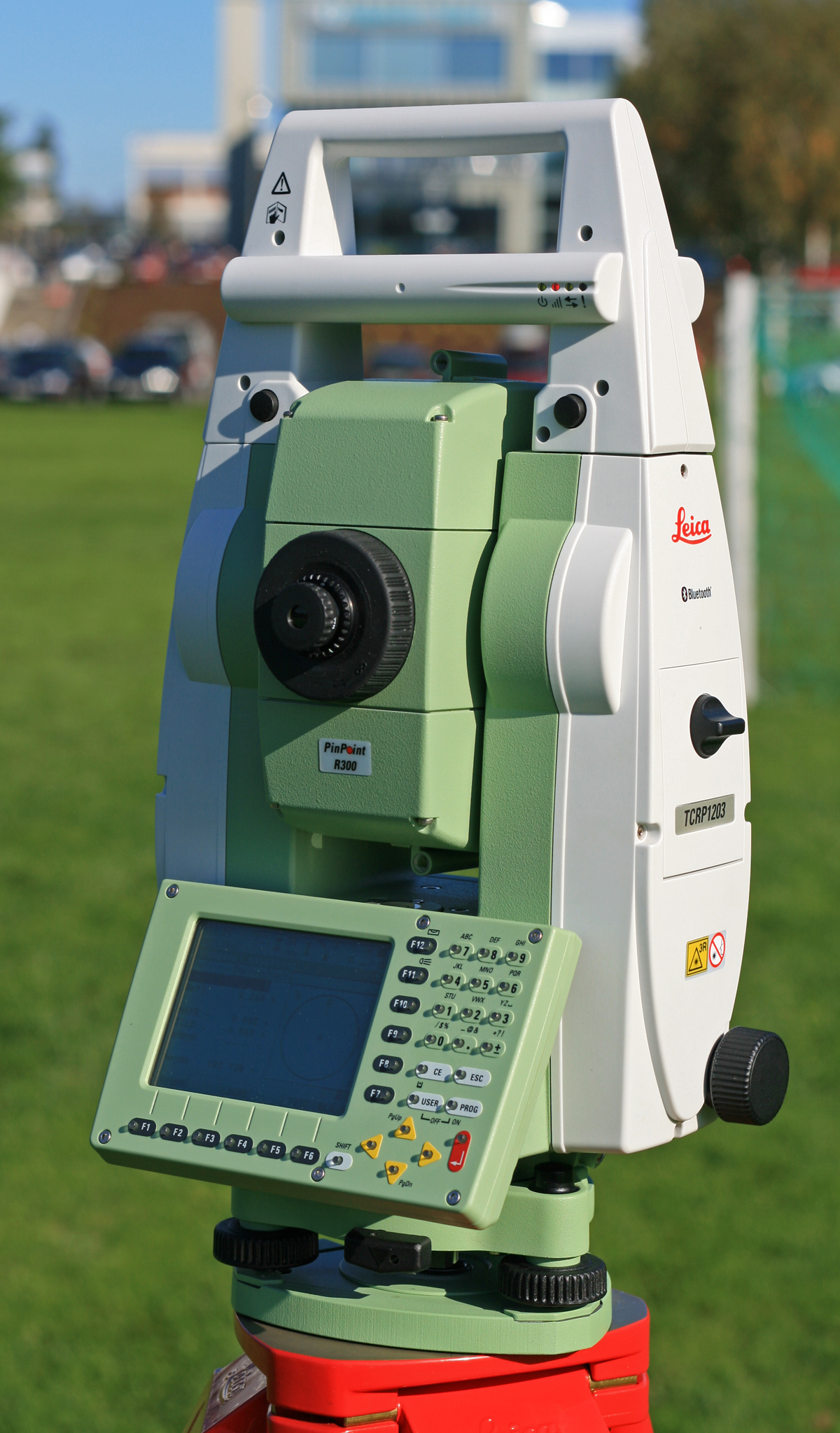
moderní totální stanice (2005)

S příchodem elektroniky a úspěšného ovládnutí technologie měření délek pomocí světelného paprsku (přesnost měřené délky je uváděna v milimetrových hodnotách, přičemž dosah světelného dálkoměru překračuje kilometrové hodnoty), prodělaly teodolity zásadní změnu. Pro elektronický teodolit doplněný světelným dálkoměrem se používá název totální stanice.

## Výrobci
V Čechách a na Moravě vyráběly teodolity především firmy:
- Josef a Jan Fričové. U důlního teodolitu DUPLEX této firmy z roku 1884 byly poprvé na světě použity skleněné dělené kruhy. Tato pokroková konstrukce se prosadila až v roce 1922 u teodolitů Zeiss Th 1
- Srb a Štys
- Meopta. Po roce 1945 byl z továrny Srb a Štys vytvořen závod Meopta, který vyráběl zeměměřické přístroje až do roku 1965, kdy na základě rozhodnutí RVHP byla předána výroba do Maďarska firmě MOM. Známé typy, vyráběné Meoptou, byly např. Meopta Th 30x a Meopta T1c

Na území Československa se používaly hlavně teodolity firem VEB Carl Zeiss Jena (Zeiss Theo 030, Zeiss Theo 020, Zeiss Theo 010 v různých variantách), Wild Heerbrugg (především triangulační teodolit Wild T3 a vteřinový teodolit Wild T2 včetně jejich derivátů, vyráběných v Sovětském svazu), Kern & Co (především triangulační teodolity Kern DKM)